# Chuck Connors

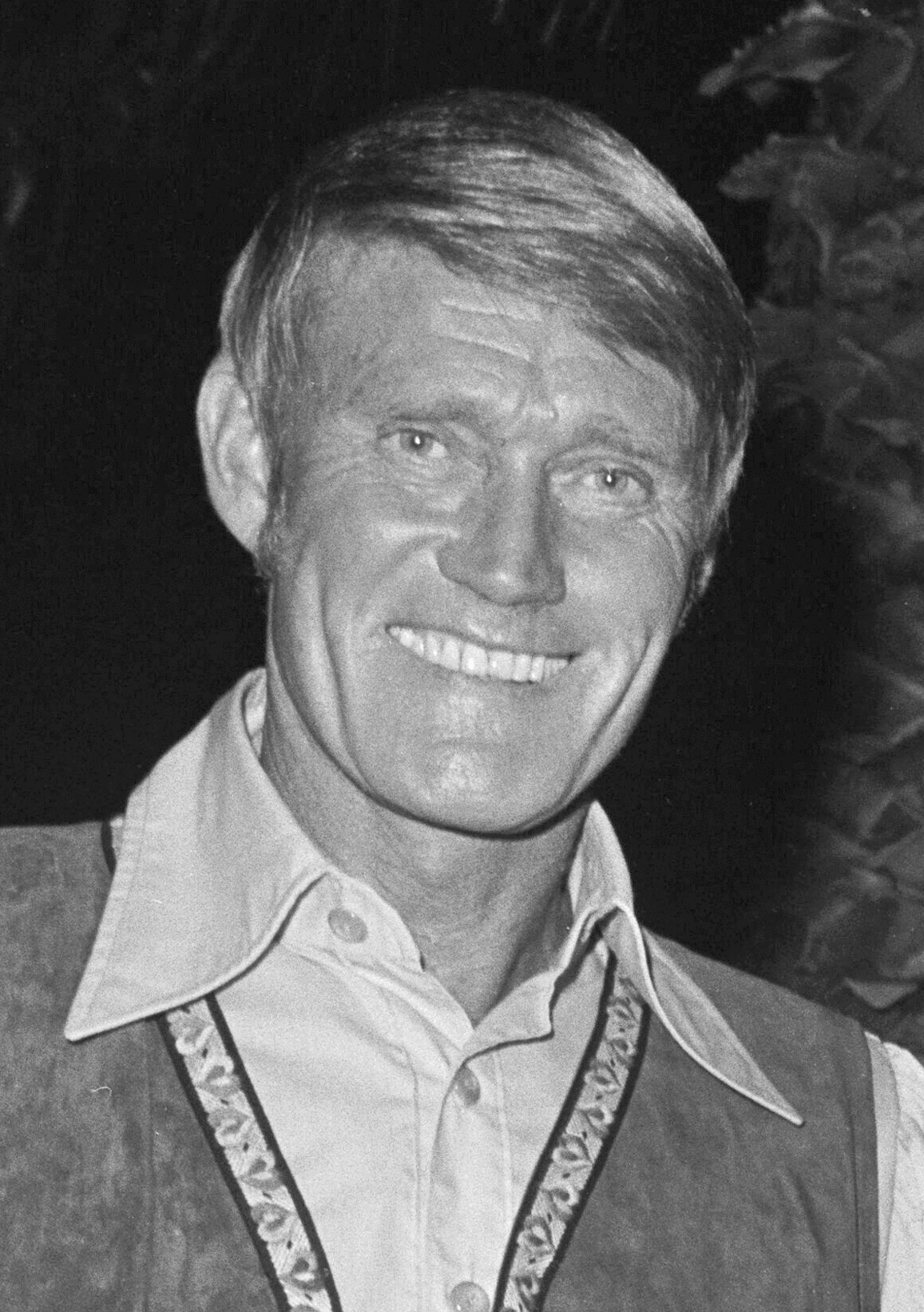
Chuck Connors (1971)

Chuck Connors (eigentlich Kevin Joseph Aloysius Connors; * 10. April 1921 in Brooklyn, New York; † 10. November 1992 in Los Angeles, Kalifornien) war ein US-amerikanischer Schauspieler, Baseball- und Basketball-Spieler.

## Leben

### Frühes Leben und Sportkarriere
Kevin Joseph Aloysius „Chuck“ Connors war ein Sohn irisch-amerikanischer Eltern. Er beendete seine Studien am Seton Hall College, um in die U.S. Army einzutreten. Nach Ende des Zweiten Weltkrieges begann Connors zunächst eine Basketball-Karriere bei den Boston Celtics, um dann auf Baseball umzuschwenken.
Weil er mit seinen vier Kindern eine große Familie zu ernähren hatte, verdingte er sich Ende der 1940er Jahre in einer unterklassigen Liga in Los Angeles, nachdem Gastspiele bei den Brooklyn Dodgers 1949 und den Chicago Cubs 1951 kurzfristige Intermezzi geblieben waren. Insgesamt bestritt er 67 Spiele in der Major League Baseball. Während dieser Zeit wurde er von Schauspiel-Talentscouts entdeckt.

### Schauspielkarriere
1952 spielte Conners seine erste kleine Filmnebenrolle in Pat und Mike (1952) als Sheriff erhielt. Er entwickelte ein Talent für die Schauspielerei und wurde auf Grund seiner Größe und Statur meist in Western und Kriminalfilmen eingesetzt. Berühmt wurde er durch seine Hauptrolle in Westlich von Santa Fé (englischer Originaltitel: The Rifleman, 1958–1963), eine der bekanntesten Westernserien im Fernsehen. Bis zu seinem Rückzug aus dem Filmgeschäft wegen seiner Lungenkrebserkrankung trat Connors regelmäßig in Filmen und Fernsehgastrollen auf.

#### Beziehung mit Kamala Devi
1962 lernte er bei den Dreharbeiten zu Das letzte Kommando (Geronimo), wo er die Hauptrolle des legendären Apachen-Häuptlings Geronimo spielte, die Schauspielerin Kamala Devi kennen, die im Film Geronimos Ehefrau Teela spielte. Die beiden wurden während der Dreharbeiten ein tatsächliches Liebespaar und heirateten 1963 (zuvor war seine Ehe gescheitert). Später spielten die beiden zusammen in der Serie Geächtet (1965–1966).

### Privatleben
Conners war dreimal verheiratet. Nach dem Scheitern seiner ersten Ehe heiratete er 1963 Kamala Devi, die Ehe wurde 1972 geschieden. Connors dritte und letzte Ehe währte 1977 nur ein Jahr.

## Filmografie (Auswahl)

### Spielfilme
- 1952: Pat und Mike (Pat and Mike)
- 1953: Flucht aus Schanghai (South Sea Woman)
- 1953: Ärger auf der ganzen Linie (Trouble Along the Way)
- 1954: Immer jagte er Blondinen (The Human Jungle)
- 1954: Kampfstaffel Feuerdrachen (Dragonfly Squadron)
- 1954: Schwaches Alibi (Naked Alibi)
- 1955: Guten Morgen, Miss Fink (Good Morning Miss Dove)
- 1956: Hot Rod Girl
- 1956: Teufelskommando – Marinekorps „Pantherkatze“ schlägt zu (Hold Back the Night)
- 1957: Flucht vor dem Galgen (The Hired Gun)
- 1957: Alarm in Fort Bowie (Tomahawk Trail)
- 1957: Sein Freund Jello (Old Yeller)
- 1957: Warum hab’ ich ja gesagt? (Designing Woman)
- 1958: Immer Ärger mit den Frauen (The Lady Takes a Flyer)
- 1958: Weites Land (The Big Country)
- 1962: Das letzte Kommando (Geronimo)
- 1963: Eine zuviel im Bett (Move Over, Darling)
- 1963: Flipper (Flipper)
- 1965: Geächtet, gehasst, gefürchtet (Broken Sabre)
- 1966: Tag der Abrechnung (Ride Beyond Vengeance)
- 1968: Töte alle und kehr allein zurück (Ammazzali tutti e torna solo!)
- 1969: Kapitän Nemo (Captain Nemo and the Underwater City)
- 1969: The Proud and Damned
- 1970: Die Höllenhunde (La spina dorsale del diavolo)
- 1971: Latigo (Support your local gunfighter)
- 1972: Viva Pancho Villa (El desafío de Pancho Villa)
- 1973: Jahr 2022… die überleben wollen (Soylent Green)
- 1973: Aus der Hölle gespuckt (The Mad Bomber)
- 1974: König Ballermann (99 and 44/100% Dead!)
- 1975: Die Höllenfahrt (Il lupo dei mari)
- 1979: Die Touristenfalle (Tourist Trap)
- 1979: Der Tag der Mörder (Day of the Assassin)
- 1980: Overkill – Durch die Hölle zur Ewigkeit (Fukkatsu no hi)
- 1981: Vier Pastorentöchter (Las mujeres de Jeremias)
- 1982: Die unglaubliche Reise in einem verrückten Raumschiff (Airplane II – The Sequel)
- 1984: Afghanistan pourquoi?
- 1987: Die unbeugsamen Wilden (Summer Camp Nightmare)
- 1987: Sakura Killer (Sakura Killers)
- 1988: Die glorreichen Neun (Once Upon a Texas Train, Fernsehfilm)
- 1989: Skinheads in USA (Skinheads)
- 1989: High Desert Kill (Fernsehfilm)
- 1991: Der beste Spieler weit und breit – Sein höchster Einsatz (The Gambler Returns: The Luck of the Draw, Fernsehfilm)

- 1991: Salmonberries

### Fernsehserien
- 1958–1963: Westlich von Santa Fé (The Rifleman, 167 Folgen)
- 1963–1964: Arrest and Trial (30 Folgen)
- 1965–1966: Geächtet (Branded, 48 Folgen)
- 1967–1968: Cowboy in Afrika (26 Folgen)
- 1977: Roots (zwei Folgen)
- 1982: Fantasy Island (eine Folge)
- 1983: Matt Houston (eine Folge)
- 1983: Love Boat (eine Folge)
- 1983–1984: Kampf um Yellow Rose (The Yellow Rose) (Fernsehserie, 21 Folgen)
- 1985: Spenser
- 1985/1988: Mord ist ihr Hobby (Murder, She Wrote, zwei Folgen)
- 1987: Der Werwolf kehrt zurück (Werewolf, fünf Folgen)
- 1989–1990: Paradise – Ein Mann, ein Colt, vier Kinder (Paradise, drei Folgen)